# 28 May (métro de Bakou)
28 May (anciennement 28 Aprel) est une station de métro azerbaïdjanaise de la ligne 1 du métro de Bakou.
Elle est mise en service en 1967. Elle desserte la gare de Bakou.

## Situation sur le réseau
Établie en souterrain, la station 28 May est située sur la ligne 2 du métro de Bakou, entre les stations Sahil, en direction de İçərişəhər, et Gənclik en direction de Həzi Aslanov.

## Histoire
La station « 28 Aprel » est mise en service le 25 novembre 1967, lors de l'ouverture à l'exploitation de la première section du métro, longue de 6,5 kilomètres, de « Baki Soveti » (renommée depuis İçərişəhər) à Nəriman Nərimanov.
Elle est renommée « 28 May » le 9 avril 1992.

## Service des voyageurs

### Desserte
Elle est en correspondance avec Cəfər Cabbarlı.